# Cabure (paroisse civile)
Pour les articles homonymes, voir Cabure.
Cabure est l'une des trois paroisses civiles de la municipalité de Petit dans l'État de Falcón au Venezuela. Sa capitale est Cabure, chef-lieu de la municipalité.

## Géographie

### Démographie
Hormis sa capitale Cabure, également chef-lieu de la municipalité, la paroisse civile abrite plusieurs localités dont :
- Cabure
- Murucusa
- Pozo Negro